# Outriders
Outriders (укр. Відчайдухи, звитяжці) — шутер від третьої особи, розроблений People Can Fly та виданий Square Enix 1 квітня 2020 року для Microsoft Windows, PlayStation 4, PlayStation 5, Xbox One, Xbox Series X і Stadia.

## Ігровий процес
Outriders — це шутер від третьої особи з елементами рольової гри. Гра може проходитися як одним гравцем, так і в кооперативному режимі з трьома учасниками.
На початку пропонується створити свого персонажа, налаштувавши його вигляд і обравши клас персонажа: трикстер (англ. Trickster), здатний змінювати швидкість плину часу; піромант (англ. Pyromancer), здатний керувати полум'ям; спустошувач (англ. Devastator), здатний спричиняти землетруси, і техномант (англ. Technomanser), який може встановлювати турелі та ефективно використовувати власну стрілецьку зброю. Здібності кожного класу можуть комбінуватися зі здібностями інших класів і використовувати для нейтралізації ворожих сил. Розвиваючись, персонаж розблоковує нові здібності чи вдосконалює наявні. Здоров'я протагоніста відновлюється тільки тоді, коли він ранить або знищує ворогів, залежно від обраного класу.
В міру прогресу гравців, загальна складність виживання в світі зростає. Водночас зростає і шанс отримати цінніші трофеї зі знищених ворогів. Зі зброї наявні рушниці та автомати, які можна модифікувати.
В ігровому світі розташовані вузлові зони, де персонажі можуть спілкуватися та отримувати додаткові завдання. В діалогах можливо обрати один з декількох варіантів реплік, що впливає на подальші події.

## Сюжет
Події відбуваються на планеті Єнох, що готувалася для колонізації людьми. Стан довкілля на Землі дедалі гіршав, тому до Єноха вирушили колонізаторські зорельоти «Флорес» із 500 тис. колоністів і «Каравела». Проте «Каравела» вибухнула на старті, а «Флорес» після 82-х років польоту все ж дістається до мети. Зв'язок з Землею виявляється втрачений 15 років тому, колоністи формують уряд ECA (Enoch Colonization Authority). З зонда, впалого на поверхню, надходить дивний сигнал, ECA відправляють на поверхню розвідників, які виявляють бурю, названу «Аномалією». Виявляється, що сигнал надходить не від зонда, але починається дивне сяйво, яке розщеплює машини та швидко змінює органіку. Таємнича сила вбиває майже всю групу, а вцілілі набувають надзвичайних здібностей, схожих на магію. Розвідники намагаються попередити про її небезпеку, проте командування споряджає війська, щоб змусити їх мовчати. З усієї групи виживає лише один розвідник, якого поміщає в стазис вчена Шіра.
Розвідник пробуджується через 31 рік і дізнається, що колоністи перебувають у скрутному становищі. «Аномалія» знищила електроніку, колоністи воюють одні з одними, потерпають від диких звірів, а деякі мутували під дією «Аномалії», ставши «зміненими». Шіра, що стала маршалом ECA, доручає пробудженому героєві приєднатися до боротьби проти повстанців і чудовиськ. Під час бою починається буря, розвідника пронизує труба, але він виживає завдяки своїм новим здібностям.
Шіра та доктор Авраам Захеді розповідають, що «Аномалія» розростається з кожним роком, тому треба шукати інше місце для життя. Вони виявляють сигнал, зафіксований ще 31 рік тому, і відправляють розвідників знайти його джерело, вважаючи, що він приведе до безпечної території. Протагоніст зустрічає свого давнього знайомого Якуба. Нападають повстанці, очолювані «зміненим» Ґауссом, герой вступає в бій з ними та добирається до їхнього ватажка Сета. Той закликає розвідника правити звичайними людьми та застерігає про загрозу якогось Молоха. Повернувшись на базу, герой зустрічає групу бійців, натхненних його подорожжю, і вони об'єднуються, щоб знайти нове місце для життя. Спорядивши БМП, вони вирушають на пошуки джерела сигналу.
Дорогою герой дізнається, що більшість ресурсів залишилася на «Флоресі», тому потрібно знайти спосіб зв'язку з зорельотом. Розвідники пробираються через засніжені гори до радіовежі, борючись із місцевими тваринами. Там їм вдається встановити, що джерело сигналу розташоване в лісі, де живе божевільний Алхімік. Один із в'язнів Алхіміка, над яким той проводив експерименти, вбиває лиходія, а обшук лабораторії виявляється марним. До інших проблем додаються розбійники, з якими розвідники йдуть на перемовини. Їхня пророчиця Чанна виявляється дочкою Якуба. Несподівано нападає Молох, який вимагає стати на його бік. Розвідник ледве не гине, але його рятує Чанна.
Захеді радить вирушити в покинуті рудники, щоб взяти там акумулятори. Дорогою доводиться боротися зі звірами, потім розвідників схоплюють дикуни, що ведуть їх до доктора Нейтана Скарлока. Полонений Нейтана, Т'яго, потай розповідає розвідникам, що доктор робить сироватку проти мутованого грибка з людей, яких приманює фальшивим сигналом. Протагоніст застрелює доктора і потім з товаришами виявляє в лабораторії місцевого аборигена — гуманоїда, названого Августом. Але в таборі піднімається тривога і Август тікає. Т'яго приєднується до мандрівників і допомагає їм утекти.
Експедиція дістається до руїн аборигенів, де Август демонструє, що може контролювати «Аномалію». В ході ритуалу солдатка Бейлі вбирає енергію руїн і отримує надлюдську силу. Вона обертається проти розвідників, але виявляється не в змозі контролювати свої здібності та калічиться через обвал. Якуб майструє для неї візок. Август приводить мандрівників до брами, за якою виявляється пустеля.
Під час подорожі пустелею герой потрапляє в засідку людоїдів, а його товаришів беруть у полон. Август розповідає, що ці ж людоїди вбили його народ. Якуб звільняється і рятує Чанну, але його вбиває ватажок людоїдів. Далі по курсу виявляється кладовище покинутої техніки, що не могла походити з «Флореса». Мандрівники натрапляють на безлюдний аванпост. Джерелом сигналу виявляється передача, запущена ще до прильоту «Флореса», але яка належала людям. Із записів стає відомо, що аборигени, названі «паксами» дружньо ставилися до людей, але почали перетворюватися на агресивних чудовиськ. Те саме стається з Августом, коли він пробирається вглиб руїн, і його доводиться вбити.
Розвідники здогадуються, що «Каравела» якимось чином була відбудована та прилетіла до Єноха раніше за «Флорес». Згодом герой знаходить записи про те, що керівник попередньої експедиції Монрой хотів підкорити силу «Аномалії», якою пакси підтримували природний баланс. Пакси погодилися допомогти йому, але Монрой не зрозумів їхніх намірів і наказав убити учасників ритуалу. Потім люди зробили з паксів рабів, а оскільки аборигени більше не могли контролювати «Аномалію», вона стала розростатися, вбиваючи як людей, так і самих паксів. Вцілілі пакси скористалися залишками енергії та змінили себе аби помститися людям, ставши чудовиськами. Тоді Монрой наказав винищити всіх паксів, але його солдати не змогли встояти проти аборигенів і лише встигли послати сигнал лиха «Флоресу».
Розвідники зустрічають старого самотнього Монроя, котрий пояснює, що «Каравелу» було оснащено досконалішим двигуном. Він дорікає гостям, що вони не прийшли на допомогу одразу, та розповідає, що злякався сили паксів тому вирішив забрати її собі. Чанна застрелює Монроя, в цю мить нападає мутований пакс Ягак, якого вдається вбити в ході тривалого бою. Захеді зв'язується з «Флоресом» і передає коди приземлення вантажів. Капсули з технікою, ліками та всіх необхідним для заселення Єноха опускаються на планету.

## Розробка
People Can Fly почала розробку Outriders у 2015 році. Square Enix погодилася стати видавцем гри і дала рекомендації щодо розширення концепції гри. People Can Fly мала штат працівників у 40 осіб до початку розробки Outriders, і розширила до понад 200. Після оприлюднення матеріалів про гру вона зазнала порівняння з Destiny і Tom Clancy's The Division. В People Can Fly відгукнулися, що Outriders не буде грою-сервісом і передбачатиме остаточне проходження. Гра розроблялася, орієнтуючись на сюжетний кооперативний режим, про який провідний сценарист Джошуа Рубін повідомив, що він нагадує «Апокаліпсис сьогодні» і «Серце пітьми». Повідомлялося, що тон оповіді буде серйозніший, ніж у Bulletstorm, аби довести, що People Can Fly здатна створювати ігри й для дорослої аудиторії.
Square Enix оголосили 16 травня 2018 року, що виступлять видавцями наступної гри People Can Fly. На виставці E3 2019 відбувся анонс виходу гри на Stadia, Microsoft Windows, PlayStation 4, PlayStation 5, Xbox One та Xbox Series X наприкінці 2020 року. Дату виходу було перенесено на 2 лютого 2021 року через наслідки пандемії COVID-19. Пізніше вихід було вдруге перенесено, тепер на 1 квітня 2021 року.

## Оцінки й відгуки
| Агрегатор  | Оцінка                              |
| ---------- | ----------------------------------- |
| Metacritic | PC: 75/100 PS5: 74/100 XBSX: 75/100 |

| Видання                   | Оцінка |
| ------------------------- | ------ |
| Destructoid               | 7/10   |
| Electronic Gaming Monthly | [ 20 ] |
| GameRevolution            | 7.5/10 |
| GameSpot                  | 8/10   |
| GamesRadar+               | [ 23 ] |
| Hardcore Gamer            | 4/5    |

Outriders зібрала середню оцінку на агрегаторі Metacritic 77/100 у версії для ПК, 78/100 для PlayStation 5, 78/100 для Xbox Series X.
Ліана Рупперт з Game Informer виділила, що графіка гри дещо застаріла, але різні місцевості Єноха оригінальні та деталізовані. Особливо було похвалено звук, зокрема під час боїв. «Outriders не є революційна та й не намагається такою бути. Outriders — це продуманий шутер з майстерно підібраними RPG-поворотами. Це приємна прогулянка, яка робиться нескінченно кращою, граючи з друзями, але не дошкуляє суттєво, якщо проходити в соло» — відзначалося у вердикті.
Згідно з Філом Горншоу з GameSpot, гра вдало поєднує різні механіки стрілянини, бої в ній динамічні, сюжет має багато тло, а зростання складності в міру прогресу історії вимагає планування й тактичного мислення. Водночас Горншоу написав, що гра не досить добре поєднує механіки «біжи й стріляй» та систему укриттів, а сюжет та персонажі недостатньо глибокі, «Багато сюжетних поворотів залишають „підвішеними“, при цьому сюжет часто зміщує фокус, не приводячи до висновків». Підкреслювалося, що настрій гри змінюється від легковажного на початку до похмурого наприкінці, а історія про подорож і відповідальність спантеличливо перетворюється на історію про наукову етику та колоніалізм.